# Tadej Žagar-Knez
Tadej Žagar-Knez, slovenski nogometaš, * 12. avgust 1991.
Žagar-Knez je profesionalni nogometaš, ki igra na položaju vezista. Od leta 2024 je član avstrijskega kluba St. Martin/Sulmtal. Pred tem je igral za slovenske klube Šampion, Celje, Nafto 1903 in Bravo ter avstrijske SAK Klagenfurt, Austrio Klagenfurt, Bad Gleichenberg, Großklein, Gleinstätten in SC Aspang. Skupno je v prvi slovenski ligi odigral 44 tekem in dosegel dva gola, v drugi slovenski ligi pa 30 tekem in štiri gole.